# Eduard Canimas i Brugué
Eduard Canimas i Brugué   (Sant Feliu de Pallerols, 6 de juny de 1965) és un músic i cantant. Va començar la seva trajectòria musical la dècada de 1980 tocant en bars de Girona amb el seu amic Adrià Puntí, amb qui versionava des de Lou Reed fins a Pau Riba o David Bowie. Els anys noranta va formar i liderar el grup Zitzània, amb qui va gravar una maqueta i un disc. El 2003 va treure el seu primer disc en solitari amb la col·laboració de Pau Riba, que segons la revista Enderrock el 2004, formava part dels cent millors discos del rock i la cançó en català i posicionava Canimas com un dels artistes més originals de la seva generació.
Les seves cançons, a mig camí del surrealisme i l'espiritualitat, es poden situar en les òrbites galàctiques de Jaume Sisa i Pau Riba. Estilísticament basculen entre la cançó d'autor i el rock.

## Discografia
Amb Zitzània:
- Orquídies i ortopèdies (1994). (Maqueta)
- La peixera dels tòtils (1997). Música Global

En solitari:
- Canimas i rebentes (2003). A.R.T.P. Discogràfica
- Noh iha crisi (2006). A.R.T.P. Discogràfica[6]
- Sagrat cor (2010). Música Global[7]
- Un pam de net (2016). Música Global